# Ky Fan
Ky Fan (樊; Hangzhou, 19 de setembro de 1914 — Santa Bárbara, Califórnia, 22 de março de 2010) foi um matemático estadunidense, professor emérito de matemática da Universidade da Califórnia em Santa Bárbara (UCSB).

## Publicações selecionadas
- Introduction a la topologie combinatoire, co-autor com M.R.Fréchet.